# Epidelaxia
Epidelaxia Simon, 1902 è un genere di ragni appartenente alla famiglia Salticidae.

## Distribuzione
Le tre specie oggi note di questo genere sono tutte endemiche dello Sri Lanka.

## Tassonomia
A dicembre 2010, si compone di tre specie:
- Epidelaxia albocruciata Simon, 1902 — Sri Lanka
- Epidelaxia albostellata Simon, 1902[2] — Sri Lanka
- Epidelaxia obscura Simon, 1902 — Sri Lanka